# Boykott (2001)
Boykott ist ein US-amerikanisches Rassismusdrama aus dem Jahr 2001, das unter der Regie von Clark Johnson entstand. Die Hauptrollen übernahmen Jeffrey Wright und Carmen Ejogo. Der Film basiert auf wahren Gegebenheiten.

## Handlung
Es ist das Jahr 1955 im Staat Alabama im Süden der USA. Während dieser Zeit, in der die Rassentrennung im Süden der USA herrscht, verlangt in Montgomery ein weißer Fahrgast die Räumung der reservierten Sitzreihe, in der sich die Afroamerikanerin Rosa Parks befindet. Zu dieser Zeit durften schwarze Passagiere bestimmte Sitze nicht benutzen. Die übrigen Personen machen den Platz frei, doch die 42-jährige weigert sich. Der Busfahrer James Blake ruft daraufhin die Polizei und besteht auf ihre Verhaftung. So wird Parks wegen Störung der öffentlichen Ruhe verhaftet, angeklagt und zur Zahlung einer Strafe von 10 Dollar sowie von 4 Dollar Gerichtskosten verurteilt.
Teilweise als Antwort auf ihre Verhaftung organisiert Martin Luther King, zu diesem Zeitpunkt ein relativ unbekannter Baptistenprediger, mit seiner Montgomery Improvement Association den Busboykott von Montgomery, der später die Behörden dazu zwang, die Rassentrennung innerhalb von Bussen und Zügen aufzuheben, und der als Auslöser vieler anderer Proteste der Bürgerrechtsbewegung in Amerika galt, die in den darauffolgenden Jahren stattfanden.

## Kritiken
Das Lexikon des internationalen Films nannte den Film ein „bewegendes Biopic mit überzeugenden Darstellern“, das „solide inszeniert“ sei.

## Auszeichnungen
- 2001: 1 Peabody Award
- 2001: 1 Nominierung zum Humanitas Prize
- 2002: 2 Image Awards und 2 Nominierungen
- 2002: 1 AFI Award und 1 Nominierung
- 2002: 3 Black Reel Awards und 3 Nominierungen
- 2002: 1 Nominierung zum Satellite Award